# Cristina Borra
Cristina Borra (Londres, 9 de gener de 1975) és una locutora de ràdio italiana.
Cristina va créixer a Anglaterra, on es va graduar en Disseny industrial al University College de Londres. Des que era molt jove una passió per la música la va portar a dedicar-se a Rock FM, primer Ràdio rock d'Itàlia. Després va començar a col·laborar amb Ràdio 101.
Des de gener de 2005 s'uneix telesivament amb RTL 102.5; en aquesta experiència amb la ràdio RTL 102.5 inicialment el seu paper era el de veu. Per la mateixa emissora de ràdio seguit amb Sleepers; Tram Tram. En 2006, Certe notti, i de la televisió Music Breakfast al canal 813 de Sky. L'any 2007 es van unir amb Federico L'Olandese Volante per la conducció The Flight i Carletto a Music Drive; sempre pel ràdio RTL 102.5 amb Luca Dondoni condueix el programa Pop around the clock. La major part de la primera semestre de l'any 2014 amb Fabrizio Ferrari va portar The Flight, mentre després les vacances d'estiu d'aquest any al costat de Luca Dondoni va tornar al programa Pop around the clock.